# Daddy Langbein

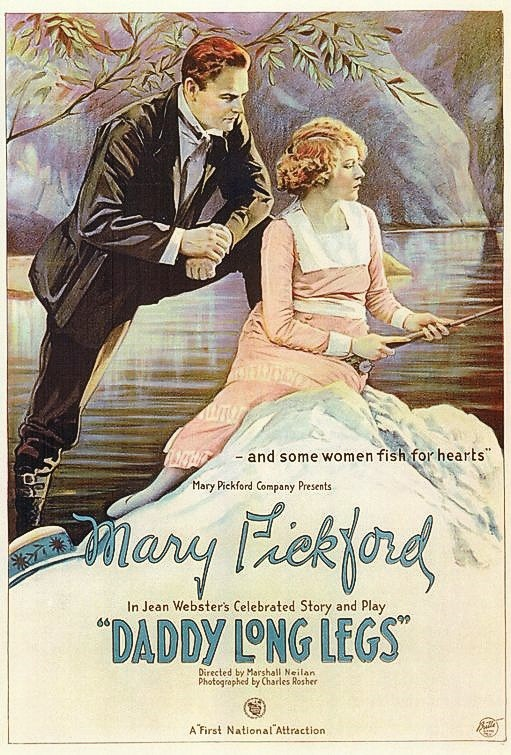
Mary Pickford, Mai 1919

Daddy Langbein (Originaltitel: Daddy-Long-Legs) ist ein 1912 erschienener Briefroman der amerikanischen Schriftstellerin Jean Webster.

## Handlung
Heldin des Romans ist die Waise Jerusha Abbott, die bis zu ihrem achtzehnten Lebensjahr im John-Grier-Heim gelebt hat und nun von einem der reichen Aufsichtsräte der Anstalt aufgrund ihrer literarischen Begabung aufs College geschickt wird. Der Mann möchte unerkannt bleiben, erwartet aber eine Gegenleistung von Jerusha:
Dafür, dass sie ins College gehen darf, soll sie jeden Monat einen Brief über ihre Fortschritte schreiben, ohne dass diese je beantwortet würden.
Mit dem Eintritt ins College beginnt für Jerusha eine Entdeckungsreise in die ihr vollkommen unbekannte Welt außerhalb des Waisenhauses.
Alles, was sie erlebt, schildert sie dem Aufsichtsrat, den sie liebevoll Daddy Langbein (amer. daddy longlegs= Weberknecht) nennt, da sie von dem Mann lediglich seinen Schatten kennt, der seine Beine unverhältnismäßig lang aussehen ließ.
Während ihres Lebens auf dem College lernt sie Jervis Pendleton, den Onkel einer Mitstudentin kennen, dem sie auf ihrem Lebensweg, wie es scheint, zufällig immer wieder begegnet. Im Laufe der Zeit kommen sie einander näher.
Als sie am Ende ihrer Collegezeit Daddy Langbein kennenlernen darf, stellt sich heraus, dass Jervis Daddy Langbein ist.

## Wirkung
Die Motive des Buches zeigen Jean Websters Interesse an sozialen Fragen und der Frauenbewegung. Das Buch wurde zu ihrem bekanntesten und später zu einem Bühnenstück umgearbeitet.
Heute wird es oft der Jugend- oder Kinderliteratur zugeordnet. Zum Zeitpunkt seines Erscheinens war es allerdings Muster einer größeren Anzahl von Mädchen- oder Studentinnenromanen, deren Protagonistinnen sich an der Schwelle zum Erwachsenenleben mit Themen wie Studium, Beruf und Heirat beschäftigten. Diese Bücher waren der zeitgenössischen Sicht auf das Heranwachsen voraus. Andere Autoren dieses Genres waren Lucy Maud Montgomery, Louisa May Alcott und später Mary Stoltz.
Der Autor Do-Jiang hat im Jahre 2006 Daddy Long Legs mit seinem gleichnamigen E-Mail-Roman für die heutige Zeit adaptiert. In diesem Roman wird die junge Waise Youngmi schließlich Rundfunkjournalistin bei einem Radiosender.

## Ausgaben (Auswahl)
- Daddy-Long-Legs. Grosset & Dunlap, New York 1912 (englisch).
- Daddy-Long-Legs. Philipp Reclam jun., Stuttgart 1995, ISBN 3-15-009205-1 (englisch).
- Daddy Langbein. Übersetzt von Margret Boveri. Minerva-Verlag, Berlin 1947.
- Daddy Langbein. Taschenbuch. Fischer, Frankfurt am Main 1995, ISBN 3-596-22410-1.
- Lieber Daddy Long Legs. Übersetzt von Ingo Herzke. Carlsen, Reinbek 2017, ISBN 3-551-56044-7.

## Verfilmungen
In den Jahren 1919, 1931, und 1955 wurde die Geschichte verfilmt, der Film Daddy Langbein von 1955 mit Fred Astaire und Leslie Caron in den Hauptrollen.
Unter dem Titel Watashi no Ashinaga Ojisan (私のあしながおじさん) wurde 1990 im japanischen Fernsehen eine 40 Folgen umfassende Zeichentrickserie auf Basis des Romans erstausgestrahlt. Dieser Anime entstand im Animationsstudio Nippon Animation als Teil der World Masterpiece Theater-Reihe. Als Das Geheimnis von Daddy Langbein wurde er auch im deutschsprachigen Fernsehen auf RTL 2 ausgestrahlt.

## Fortsetzung
Unter dem Titel Dear Enemy (Lieber Feind) knüpfte Webster an Daddy Langbein an. In Lieber Feind überträgt Jerusha ihrer Collegefreundin Sallie McBride die Leitung des John-Grier-Heims. Lieber Feind ist ebenfalls ein Briefroman, im Unterschied zu Daddy Langbein gehen die Briefe aber nicht nur an eine Person. Das Buch beinhaltet sowohl die Briefe Sallies an Jerusha, als auch die Briefe an den Arzt der Anstalt, Dr. Robin McRae, und die an Sallies Verlobten, den Politiker Gordon Hallock.

## Musicalversion
John Caird (Buch) und Paul Gordon (Musik und Gesangstexte) brachten 2009 eine Musicalversion des Romans heraus. Die Uraufführung fand am 17. Oktober 2009 im Rubicon Theatre im Ventura County, Kalifornien statt. Eine West-End-Produktion folgte 2012, eine Off-Broadway-Produktion im Jahre 2015. Letztere erhielt unter anderem einen Drama Desk Award in der Kategorie „herausragendes Musical Libretto“. Die deutsche Erstaufführung fand am 25. November 2018 im Theater Bielefeld statt. Die österreichische Erstaufführung fand am 14. Februar 2019 im Theater im Neukloster, Wiener Neustadt, statt.